# Nagydém
Nagydém est un village et une commune du district de Pápa dans le comitat de Veszprém en Hongrie.

## Géographie
Le village se situe dans la banlieue sud du comté de Veszprém, au sud des collines de Sokoró, sur la rive du fleuve Sokoró-Bakonyér. Le village est en contact avec la frontière du comté de Győr-Moson-Sopron. Il est également bordé par les montagnes de Bakony. Les pentes douces, les collines basses et les vallées peu profondes offrent une vue variée. Son approche est difficile car il n’y a pas de gare et les services de bus sont rares.

## Histoire
Nagydém et ses environs sont habités depuis l'Antiquité, cette affirmation est possible grâce aux découvertes archéologiques de l'âge du bronze et du début de l'âge du fer.
Les premiers documents écrits disponibles en 1333 s'appellent Nagdeem. En 1554, il était inhabité puis repeuplé en 1761. Son école est présente depuis 1771. L'église catholique romaine a été construite en 1786 par les fidèles. Dans le registre ecclésiastique le plus ancien, le village s'appelle Nagy-Dém. L'église luthérienne a été construite en 1830 par le propriétaire de Nagydém-Hathalompuszta. En 1857, le propriétaire foncier János Ihász a élevé sa propre tour.
Pendant la guerre d'indépendance de 1848, József Németh était un officier de l'armée. En l'honneur de Daniel Ihász Colonel, le 29 septembre 1990, un pilier commémoratif a été érigé par le cercle d'honneur du village.
Le premier mémorial de la première guerre mondiale a été érigé en public par la population du village. Il y a eu beaucoup de morts par rapport au nombre d'habitants. De 1951 à 1971, il y avait une administration indépendante. Avant 1945, il y avait un tribunal dans le village pour s'occuper des affaires locales mineures.

## Population
Lors du recensement de 2011, 95,2% de la population se disaient hongrois, 0,3% allemande, 6,5% de gitane, 0,3% de roumaine (4,5% sans commentaire). La répartition religieuse était la suivante: catholiques romains: 68,4%, réformés à 2,5%, évangéliques à 14,4%, non conventionnels à 5,9% (8,8% sans commentaire).